# Gran Bachimala
El Gran Bachimala, simplemente Bachimala  o  Punta Schrader,  es un pico de la cordillera de los Pirineos, situado en la zona aragonesa.
Su altitud es de 3177 m s. n. m.. No es de los picos más altos del Pirineo central, pero desde su cima se puede observar con gran detalle otros colosos pirenaicos como el Monte Perdido, el Aneto o el Posets. 
La denominación de Punta Schrader es en honor del pireneísta francés Franz Schrader.

## Ascensión
La ruta para atacar su cima parte habitualmente del refugio de Viadós, iniciando la subida desde un pluviómetro cercano. En caso de querer coronar sin grandes conocimientos de alpinismo, se puede rodear el pico por el oeste, lo que nos acerca a una cresta, mientras que los más montañeros pueden atacar de manera más recta, salvando dos paredes de grado II.
En caso de haber optado por la ruta senderista, hay que tener en cuenta que en la cresta final hay puntos que se pueden calificar como trepadas de grado I.